# Саммит НАТО в Варшаве (2016)
Саммит НАТО в Варшаве (8—9 июля 2016 года) — 27-я встреча на высшем уровне глав государств и глав правительств стран-участниц Североатлантического Альянса. Встреча проходила в Варшаве (Польша).

## Обстоятельства
В течение 2014—2016 годов напряжённость между НАТО и Россией продолжала расти. В качестве основных причин западные наблюдатели называют аннексию Крыма Россией и «участие» российских войск в конфликте на востоке Украины. С точки зрения НАТО, эти действия России полностью изменили стратегическую ситуацию в Европе.
Аналитики НАТО рассматривают действия России по отношению к Украине как угрозу восточноевропейским членам НАТО и странам Прибалтики. Страны альянса рассматривали и отрабатывали различные сценарии возможных российских действий по типу «гибридной войны» в странах Прибалтики, где имеется значительное русскоязычное меньшинство.
Целью саммита являлась посылка Москве сигнала о том, что в НАТО серьёзно воспринимают новую опасность, и что проблеме коллективной безопасности уделяется теперь полноценное внимание.

## Страны-участницы

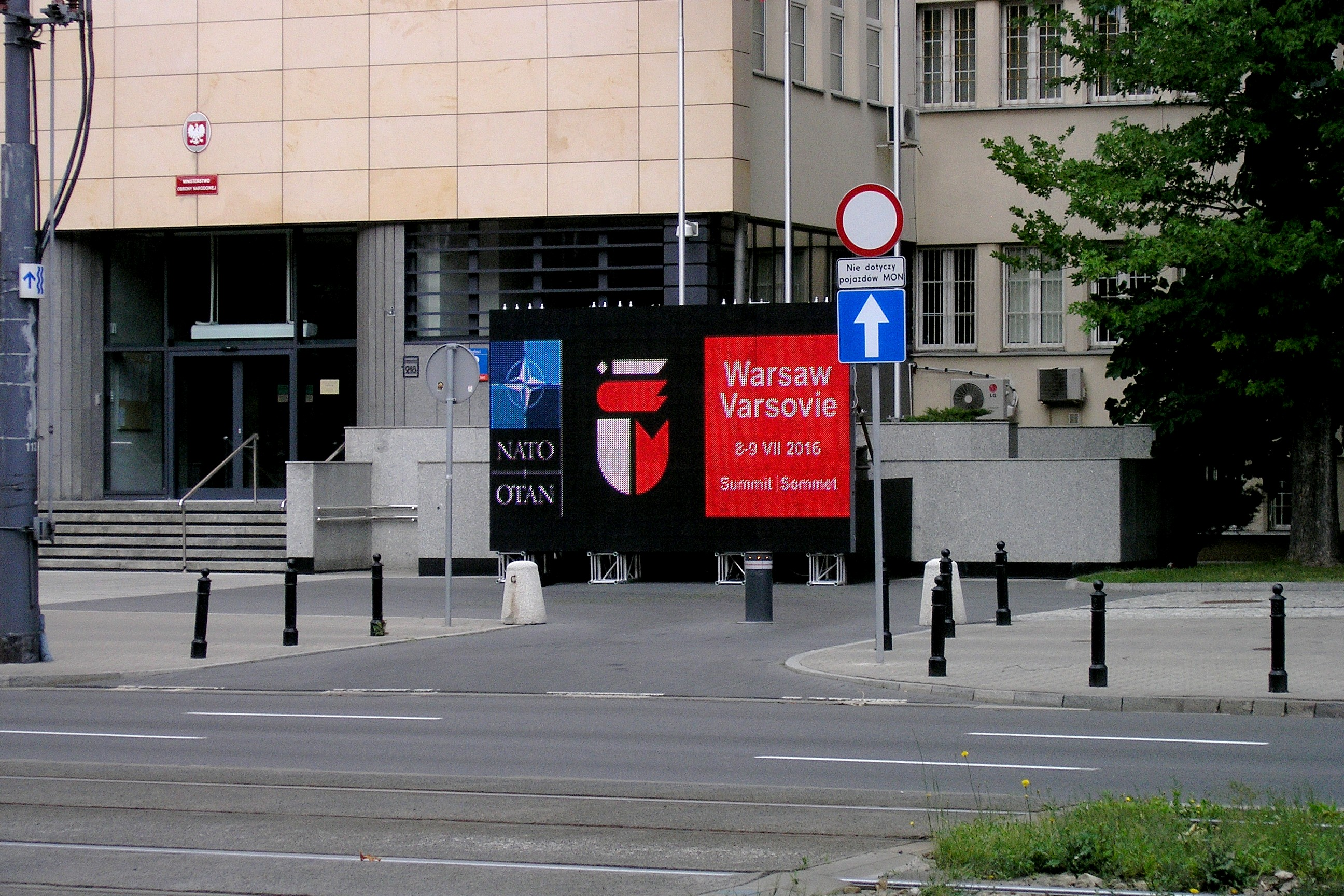
Информация о саммит на экране перед главным входом в Министерство национальной обороны Польши (Варшава, 2016)

Страны-участницы саммита

| - Албания — премьер-министр Эди Рама - Бельгия — премьер-министр Шарль Мишель - Болгария — президент Росен Плевнелиев - Великобритания — премьер-министр Дэвид Кэмерон - Венгрия — премьер-министр Виктор Орбан - Греция — премьер-министр Алексис Ципрас - Дания — премьер-министр Ларс Лекке Расмуссен - Исландия — премьер-министр Сигмюндюр Давид Гюннлёйгссон - Испания — премьер-министр Мариано Рахой - Италия — премьер-министр Маттео Ренци - Канада — премьер-министр Джастин Трюдо - Латвия — президент Раймондс Вейонис - Литва — президент Даля Грибаускайте - Люксембург — премьер-министр Ксавье Беттель - Нидерланды — премьер-министр Марк Рютте | - Германия — федеральный канцлер Ангела Меркель - Норвегия— премьер-министр Эрна Сульберг - Польша — президент Анджей Дуда - Португалия — премьер-министр Антониу Кошта - Румыния — президент Клаус Йоханнис - Словакия — президент Андрей Киска - Словения — премьер-министр Аленка Братушек - США — президент Барак Обама - Турция — президент Реджеп Тайип Эрдоган - Франция — президент Франсуа Олланд - Хорватия — президент Колинда Грабар-Китарович - Чехия — президент Милош Земан - Эстония — премьер-министр Таави Рыйвас - НАТО — генеральный секретарь Йенс Столтенберг |

## Итоги
На саммите была принята рассчитанная на период до 2019 года программа по повышению защищённости стран-членов от киберугроз, под которыми подразумевается в первую очередь гипотетическая атака России на объекты критической инфраструктуры (АЭС, системы управления транспортом и т. д.). Руководство альянса признало киберпространство такой же сферой боевых действий, как вода, земля и небо, что означает, что атака на любую страну альянса может привести к активации ст. 5 Устава.

### Прибалтика и Польша
Члены альянса приняли решение о размещении в странах Прибалтики и Польше военных сил в составе четырёх отдельных батальонов: в Эстонии — британский, в Латвии — канадский, в Литве — немецкий, в Польше — американский. В резолюции саммита говорится, что решение было принято в качестве ответа на действия и риторику России.
Батальоны будут размещены на постоянных базах. В некоторых батальонах отдельные роты будут из других стран НАТО.
Выступая на пресс-конференции, генеральный секретарь НАТО Йенс Столтенберг сообщил, что усиление обороны не означает непосредственной угрозы России странам блока, а также подчеркнул, что оно должно сопровождаться дипломатическими переговорами.

### Украина
В ходе саммита состоялось заседание комиссии НАТО-Украина. Комиссия приняла совместное заявление глав государств и правительств стран НАТО. В обращении говорится, что, несмотря на многократные призывы к России соблюдать нормы международного права, она продолжает вести агрессивные действия, подрывающие суверенитет, территориальную целостность и безопасность Украины.
НАТО также призывает Россию пересмотреть решение «о незаконной и нелегитимной аннексии Крымского полуострова, которую альянс не признаёт сейчас и не признает в будущем». Члены НАТО также выразили особое беспокойство по поводу запугивание и дискриминация в отношении крымских татар и других меньшинств.
Как отмечают авторы заявления, Россия продолжает подогревать нестабильность в Донбассе, что уже привело к гибели почти 10 тысяч человек и лишило Украину значительной части её экономического потенциала. В свою очередь, Альянс настаивает на немедленном и всеобъемлющем прекращении огня в зоне конфликта и строгом выполнении Минских соглашений.

### Румыния
В результате консультаций министров обороны стран Альянса было решено создать ещё одну многонациональную бригаду войск НАТО на территории Румынии, где помимо прочего будет находиться и часть новой американской системы противоракетной обороны ЕвроПРО, имеющей на вооружении зенитные комплексы SM-3 .